# Das boxende Känguruh
Das boxende Känguruh (anche conosciuto come Boxing Kangaroo o Mr Delaware and the Boxing Kangaroo) è un cortometraggio tedesco senza audio in bianco e nero del 1895. È stato scritto e diretto da Max Skladanowsky che si è occupato anche della fotografia e della produzione.
L'unico interprete umano è il signor Delaware, un pugile dilettante che qui appare come avversario di un canguro anch'esso lottatore.
Il cortometraggio fu proiettato per la prima volta insieme ad altri film d'intrattenimento con un bioscopio al teatro Wintergarten di Berlino il 1º novembre 1895, ovvero due mesi prima della proiezione pubblica con il cinematografo dei fratelli Lumière. Gli altri cortometraggi di pochi secondi proiettati durante la presentazione consistevano in danze, lotte ed esibizioni acrobatiche e furono accompagnati da musiche orchestrali.
Il programma (Wintergartenprogramm) comprendeva: 
1. la danza italiana dei due bambini (Italienischer Bauerntanz);
2. una scena acrobatica dei fratelli Milton (Komisches Reck);
3. un incontro di boxe tra un pugile e un canguro (Das boxende Känguruh);
4. il giocoliere Paul Petras (Der Jongleur);
5. un'esibizione acrobatica degli otto membri della famiglia Grunato (Akrobatisches Potpourri);
6. i fratelli Tscherpanoff intenti a ballare (Kamarinskaja);
7. un'esibizione di serpentine dance (Die Serpentintänzerin);
8. un incontro di lotta tra Greiner e Sandow (Ringkämpfer);
9. i fratelli Skladanowsky stessi che si inchinano a ringraziare il pubblico (Apotheose).[1]

La famosa scena del breve incontro tra l'uomo e il canguro è stata filmata presso il Circus Busch, e ancora oggi viene sporadicamente ripresa in varie pubblicità e programmi vari.
Il corto è stato prodotto su un formato da 35 millimetri, e l'intera pellicola è lunga 5,5 metri circa.